# Chlamydomonadales
Em taxonomia, Chlamydomonadales é uma ordem de algas verdes, especificamente das Chlorophyceae.
São uma ordem de flagelados ou algas verdes pseudociliadas (Chlorophyta) que formam colónias planares ou esféricas. Variam de Gonium (4 a 32 células) a Volvox (500 células ou mais).  Cada célula possui dois flagelos e é similar em aparência a Chlamydomonas, com os flagelos de toda a colónia movendo-se coordenadamente.
A reprodução tanto é assexual como sexual. As células dividem-se e vão formando novas colónias, que logo se libertam. Nas formas menores, tipicamente todas as células estão involucradas, e nas maiores existem células anteriores vegetativas e posteriores reprodutivas. A reprodução sexual varia de isogamia (ambos os géneros produzem gametas flagelados de igual tamanho) a oogamia (um género produz um gâmeta muito maior, sem mobilidade).
A classificação deste grupo é variável.